# Gustavia gracillima
Gustavia gracillima är en tvåhjärtbladig växtart som beskrevs av John Miers. Gustavia gracillima ingår i släktet Gustavia och familjen Lecythidaceae. IUCN kategoriserar arten globalt som sårbar. Inga underarter finns listade i Catalogue of Life.

## Bildgalleri

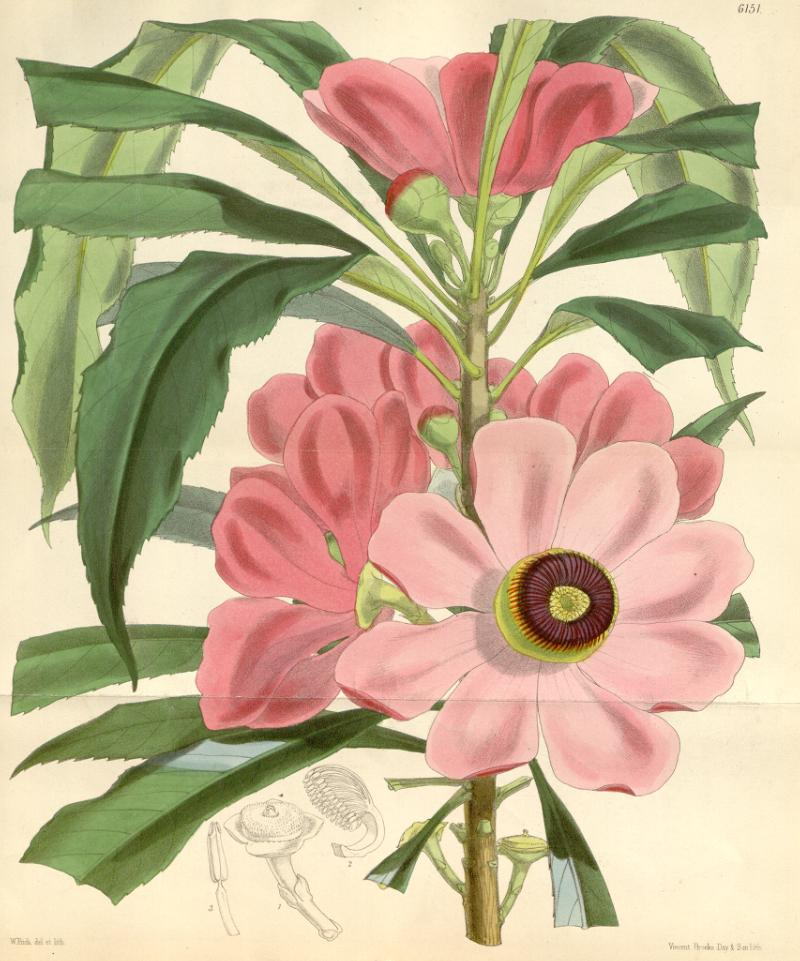